# Hrabstwo Foix

Herb hrabstwa Foix

Hrabstwo Foix – kraina historyczna i dawna prowincja południowej Francji ze stolicą w Foix, obecnie całkowicie na obszarze departamentu Ariège. 
Położone na północnej krawędzi Pirenejów, hrabstwo było geograficznie podzielone na część górną (haut-pays) i dolną (bas-pays). Do najważniejszych miast należały Pamiers (dawne Frédélas), Saverdun, Mirepoix i Tarascon. Ważnymi ośrodkami religijnymi były opactwa St. Volusien w Foix, St. Antonin w Pamiers oraz Lézat-sur-Lèze i Boulbonne. Średniowieczne zamki, ważne za czasów herezji katarów, znajdowały się w Montségur, Roquefixade i Usson.
Od północy graniczyło z hrabstwem Tuluzy, od wschodu z hrabstwami Carcassonne i Razès, od południa hrabstwem Urgell, od zachodu zaś – hrabstwem Comminges.

## Historia
W okresie lateńskim tereny hrabstwa Foix zamieszkiwali Wolkowie. Na przestrzeni wieków przynależało do Imperium rzymskiego, królestwa Wizygotów, monarchii Merowingów, Księstwa Akwitanii, Imperium Karolińskiego i hrabstwa Carcassonne, by wreszcie oderwać się od tego ostatniego w XI w. i stać się samodzielną seniorią. W 1050 roku, za władania Rogera I de Foix, jej rangę podniesiono do hrabstwa.
Będąc z początku wasalami hrabiów Tuluzy, hrabiowie Foix ustawicznie zwiększali swoją władzę, tak że w XIII i XIV w. należeli do najpotężniejszych feudałów królestwa Francji. W 1290 r. hrabiowie Foix nabyli wicehrabstwo Béarn i odtąd rezydowali przede wszystkim w tym drugim, bogatszym regionie. W 1398 r. hrabstwo objął ród Grailly przez małżeństwo Izabeli de Foix z Archambaud de Grailly. 
Od 1458 r. hrabiowie Foix nosili też tytuł parów Francji. W 1479 r. po śmierci królowej Nawarry Eleonory I, żony piętnastego hrabiego Foix Gastona IV de Foix-Grailly tron Nawarry i hrabstwo Foix objął jej wnuk, Franciszek Febus. Po jego śmierci w 1483 r. oba władztwa odziedziczyła jego siostra Katarzyna z Nawarry, która przez małżeństwo z Janem III d’Albret złączyła na dobre losy hrabstwa z rodem d’Albret i  królestwem Nawarry.
Jej wnuczka Joanna d’Albret, dziewiętnasta hrabina Foix w latach 1555-1572, przez małżeństwo z Antonim de Burbon-Vendôme wprowadziła hrabstwo do rodu Burbonów. W 1607 r. jej syn, kolejny hrabia Foix i późniejszy król Francji, Henryk IV Burbon włączył swoje lenna z wyjątkiem Dolnej Nawarry i Béarn do francuskiej domeny królewskiej, czyniąc Foix jedną z prowincji królestwa, którą to rolę oraz własne stany prowincjalne hrabstwo utrzymało aż do rewolucji francuskiej.